# Крутец (приток Подоксы)
Крутец — небольшая река в России, протекает во Владимирской области.
Устье реки находится по правому берегу реки Подоксы на границе Ивановской и Владимирской областей. Исток реки расположен в лесном массиве Дюков Бор во Владимирской области. Не судоходна. Населённых пунктов вдоль русла реки нет.